# Poiana Stampei
Poiana Stampei est une commune du județ de Suceava en Roumanie.